# Beigang, Hubei
Beigang (kinesiska: 北港, 北港镇) är en köping i Kina. Den ligger i provinsen Hubei, i den centrala delen av landet, omkring 160 kilometer sydväst om provinshuvudstaden Wuhan. Antalet invånare är 21 421. Befolkningen består av 10 698 kvinnor och 10 723 män. Barn under 15 år utgör 20,0 %, vuxna 15-64 år 68 %, och äldre över 65 år 10,0 %.
Runt Beigang är det ganska tätbefolkat, med 248 invånare per kvadratkilometer. Närmaste större samhälle är Daping, 5,2 km nordost om Beigang. Omgivningarna runt Beigang är en mosaik av jordbruksmark och naturlig växtlighet.
Genomsnittlig årsnederbörd är 2 078 millimeter. Den regnigaste månaden är maj, med i genomsnitt 321 mm nederbörd, och den torraste är januari, med 54 mm nederbörd.